# Ahmad al-Jabir as-Sabah
Ahmad al-Jabir as-Sabah, född 1885, död 29 januari 1950, var emir av Kuwait. Han efterträdde sin farbror Salim al-Mubarak as-Sabah 1921 och regerade till sin död 1950.
al-Jabir as-Sabah var son till Jabir II al-Mubarak as-Sabah som var emir av Kuwait 1915–1917.